# Manning-Nunatakker
Die Manning-Nunatakker sind eine Gruppe von Nunatakkern an der Küste des ostantarktischen Mac-Robertson-Lands. Sie ragen an der Ostseite des südlichen Abschnitts des Amery-Schelfeises auf. Zu ihnen gehört unter anderen der Bain-Nunatak.
Luftaufnahmen der Nunatakker entstanden 1957 im Rahmen der Australian National Antarctic Research Expeditions. Das Antarctic Names Committee of Australia (ANCA) benannte es nach Sergeant Stuart Aubrey Manning (* 1923) von der Royal Australian Air Force, Flugwerksausrüster auf der Mawson-Station im Jahr 1958.